# Позитив (фотографія)

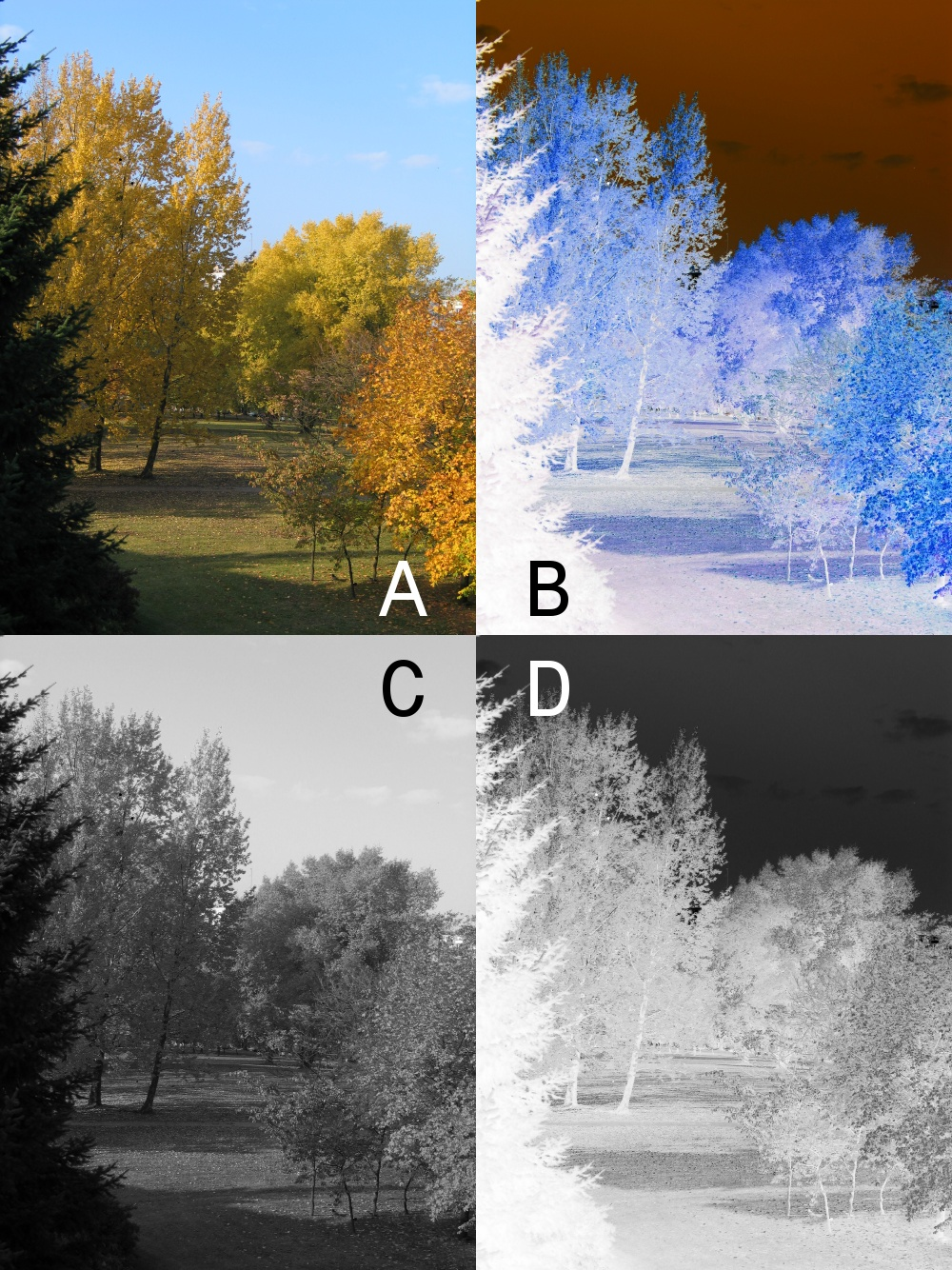
Позитив і негатив. A — кольоровий позитив. B — кольоровий негатив. C — чорно-білий позитив. D — чорно-білий негатив.

У фотографії і кінематографі під позитивом розуміють зображення, в якому півтони об'єкта знімання відображаються таким самим розподілом оптичної густини. Світліші місця об'єкта знімання виглядають світлими і навпаки, тіні виглядають темними. На кольоровому позитиві кольори об'єкта знімання відображаються такими самими кольорами зображення. Термін «позитив» стосовно фотографії увів у XIX столітті Джон Гершель. Отримати позитив можна як за допомогою класичного негативно-позитивного процесу, так і безпосередньо на фотоматеріалі, на який виконано знімання.

## Негативно-позитивний процес
Традиційний негативно-позитивний фотографічний процес складається з двох етапів:
- Негативний процес:
  - Під час експонування у фотоапараті світло від освітленого об'єкта через об'єктив потрапляє на фото-, кіноплівку (або фотопластинку) і утворює приховане зображення.
  - Світлочутливий шар проявляється у процесі хімічної обробки. Результатом є утворене на ньому негативне зображення знятого об'єкта.

Негативне зображення — це зображення, яскравості якого обернені до об'єкта знімання, тобто найсвітліші ділянки виглядають темними, а найтемніші — світлими. На кольоровому негативі кольори об'єкта відображаються доповняльними до них кольорами.
- Позитивний процес:
  - Негативне зображення з фото- або кіноплівки, за допомогою світла, що проходить крізь неї, експонує фотопапір або позитивну плівку оптичним або контактним способом і утворює приховане зображення.
  - Після проявлення під щільними ділянками на негативі, через які пройшло мало світла, отримують світлі ділянки на фотопапері або плівці і навпаки, під світлими ділянками негатива — засвічені ділянки позитива. Можна сказати, що позитив — це негатив негатива. У кольоровому фотопроцесі доповняльні до об'єкта зйомки кольори негатива на позитиві відповідають початковим.

Тому, на позитивному зображенні (на позитиві), кольори і півтони відповідають знятому об'єкту. З одного негатива можна зробити будь-яку кількість позитивних зображень (фотографій або фільмокопій).

## Оборотний процес
Для отримання позитивного зображення безпосередньо на фотоматеріалі, на який виконано знімання, існує оборотний фотопроцес і оборотні фото- та кіноматеріали. Оборотний процес заснований на отриманні спочатку негативного зображення, яке складається з металевого срібла, потім відбілювання (розчинення срібла) і проявлення залишків галогеніду срібла, засвіченого після відбілювання. Оборотний процес був поширеним у аматорському кінематографі, оскільки значно спрощував отримання кінопозитива. Також, на використанні оборотного процесу ґрунтувалось виготовлення кольорових діапозитивів (слайдів), які були основним джерелом якісних поліграфічних фотозображень до появи цифрової фотографії. Також позитивне зображення могло виходити зразу ж в одноступеневому процесі моментальної фотографії, розробленому фірмою Polaroid.